# Hématidrose
Ne pas confondre avec la chromhydrose, la dyshidrose ou l'hyperhidrose.
 Mise en garde médicale
L'hématidrose (appelée aussi « sueur de sang ») est une pathologie très rare dont la manifestation clinique est la sécrétion de sang ou d'un liquide rougeâtre par les glandes sudoripares,.  Elle serait favorisée par l'anxiété et le stress.
Le roi Charles IX de France en aurait été atteint, Jésus de Nazareth lors de son agonie aussi.
En juin 2016, des cliniciens marocains publient dans la revue française La Presse médicale leur observation concernant une fillette âgée de 11 ans présentant simultanément deux pathologies très rares : un suintement de sang par la peau (hématidrose) et des larmes de sang (haemolacria).
Le 23 octobre 2017, des dermatologues italiens de l’université de Florence ont rapporté dans un article publié dans le Canadian Medical Association Journal (CMAJ)  qu'une jeune femme italienne de 21 ans est atteinte de cette pathologie.